# Filip Bondy
Filip Bondy, též Philipp Jacob Koppel Bondy (26. února 1830 Jinošice – 12. listopadu 1907 Praha) byl český rabín, který prosazoval češtinu v židovské liturgii.

## Život
Narodil se v Jinošicích na Benešovsku jako syn nezámožného Samuela Bondyho a jeho ženy Marie. Měl mladší bratry Davida a Izáka Ignáce . První vzdělání získal doma od otce. Od roku 1844 studoval jeden rok na Piaristickém gymnáziu v Praze, odkud kvůli německému vyučovacímu jazyku odešel na české Akademické gymnázium v Praze. Zde studoval v letech 1845–1852, jeho profesorem češtiny byl prefekt gymnázia Václav Kliment Klicpera. Dále si tam osvojil němčinu, francouzštinu (ve které také přednášel), základy latiny a řečtiny. Po té vystudoval filozofii na Karlo-Ferdinandově univerzitě v Praze, kde získal roku 1857 doktorát. Roku 1855 získal městské právo v Praze.
Dále studoval kromě italštiny také hebrejštinu a chaldejštinu, talmud a rabbinica jej vyučovali Raphael Schulhof a pražský rabín Salomon Jehuda Rappaport. Diplom rabína mu udělili rabíni Aaron Kornfeld a Daniel Frank.
Jako rabín začal vyučovat v Českých Budějovicích, v letech 1859–1869 působil v Kasejovicích jako rabín kraje blatenského, mezi léty 1868–1876 v Brandýse nad Labem, od roku 1870 také ve Slaném. V Praze učil v 90. letech na Akademickém gymnáziu "nekatolická" náboženství a po smrti vrchního rabína nastoupil na jeho místo v Praze. Kázal česky nejprve ve Steinově hotelu, teprve 25. dubna 1885 vykonal první českožidovskou bohoslužbu v Pinkasově synagóze.
Zapojil se do českého židovského hnutí, založil Spolek českých akademiků židů, společně s Mořicem Krausem patřil k zakladatelům českého bohoslužebného spolku Or-Tomid. Jako první vyučoval v českém jazyce a začal publikovat český překlad Tóry.

## Dílo
- Hlas Jákobův (1886) – pět českých kázání (hebrejský titul Ḳol Ya'akob)
- Učení Mojžíšovo pro školní mládež – učebnice (1886)
- Počátky vyučování Mojžíšského podle Dr. Grüna – učebnice (1891)

## Rodina
S první manželkou Amálií Steiererovou (1839–1870), která pocházela z Mladé Vožice, Měl dcery Žofii (1861–1931), Marii (1862–1922), Jindřišku (1866–1942 Treblinka), Pavlu (1869–1942 Treblinka) a syna Siegfrieda (1870–1871). 
Po smrti první manželky se oženil s Terezií Aronovou (1842–1910). Z manželství vzešli synové Otto (1871–1922), Emil (1873–?), Max (1874–?), Oskar (1879–?) a Rudolf (1885–1904). Manželství bylo požehnáno i narozením dcer Idy (1876–1933), Malviny (1880–1942 Osvětim) a Eugenie (1882–1884).
Zemřel v nemocnici Milosrdných bratří v Praze 12. listopadu 1907. Pochován je na Novém židovském hřbitově na Olšanech.